# 越僑
越僑（越南语：／?）或海外越南人（越南语：／?）、越南移民，指的是長期生活在越南以外的國家或地區的具有越南民族血統的人。海外越南人的人數大約有三百萬，其中約30萬人是1975年西貢陷落前移居海外的（主要目的地國為越南的鄰國如柬埔寨、泰國、老撾等，或西方國家如法國、美國）。

## 名稱
起初，「越僑」（越南语：／）這一詞主要指的是寄居海外並未入籍他國的越南人。近年來，該詞在越南人的使用中開始發生意義上的變化，很多僑居外國並已入籍他國或取得他國永久居留權的越南人也被稱為「越僑」，即使他們不再符合「僑」（越南语：／）的含義。該詞現在也常被越南官方媒體所使用。然而，很多海外越南人卻較少使用這一詞來稱呼自己，他們多傾向於使用「海外越南人」（越南语：／）的稱呼方式，偶爾也會使用「自由越南人」（越南语：／）的稱呼。

## 海外分布情況
海外越南人通常可以分為四種，此四種海外越南人間的互相聯繫和影響比較少。
- 1975年以前就已移居越南以外國家的越南人。他們大多居住在越南的鄰國，如柬埔寨、老撾、中國等。這些海外越南人通常不被越南本國國民視為「越僑」。在法屬時期，也有很多越南人移居法國或其他法語地區，如魁北克等。
- 1975年430事件以後移居海外的越南人及其后裔。他們占據了海外越南人人數中的很大部分，其大多居住在工業化國家和地區，如北美、西歐、澳大利亞等地。
- 第三類海外越南人主要是曾在東歐或前蘇聯國家留學或工作的越南人，蘇聯解體後他們選擇留在當地。這些人主要分布在中歐和東歐地區。
- 第四類海外越南人主要是20世紀80年代以后的經濟移民，他們大多居住在台灣、日本、韓國等地。他們當中也包括了通過婚姻中介嫁到台灣或韓國的越南女性。

### 美国
根據2000年的人口普查，美國國內有約120萬越南裔美国人，其人數占海外越南人總數的三分之一以上。他們大多數居住在美國西部的大城市，尤其是加利福尼亞和得克薩斯，其中又以加利福尼亞的奥兰治、聖何塞、得克薩斯的休斯頓的人口較為集中。由于他們中的絕大多數是1975年430事件後為逃避北越統治而離開越南的，他們對越南共產黨（越共）政府多為反對態度。
2005年，越南裔美國人人口已經超過150萬。

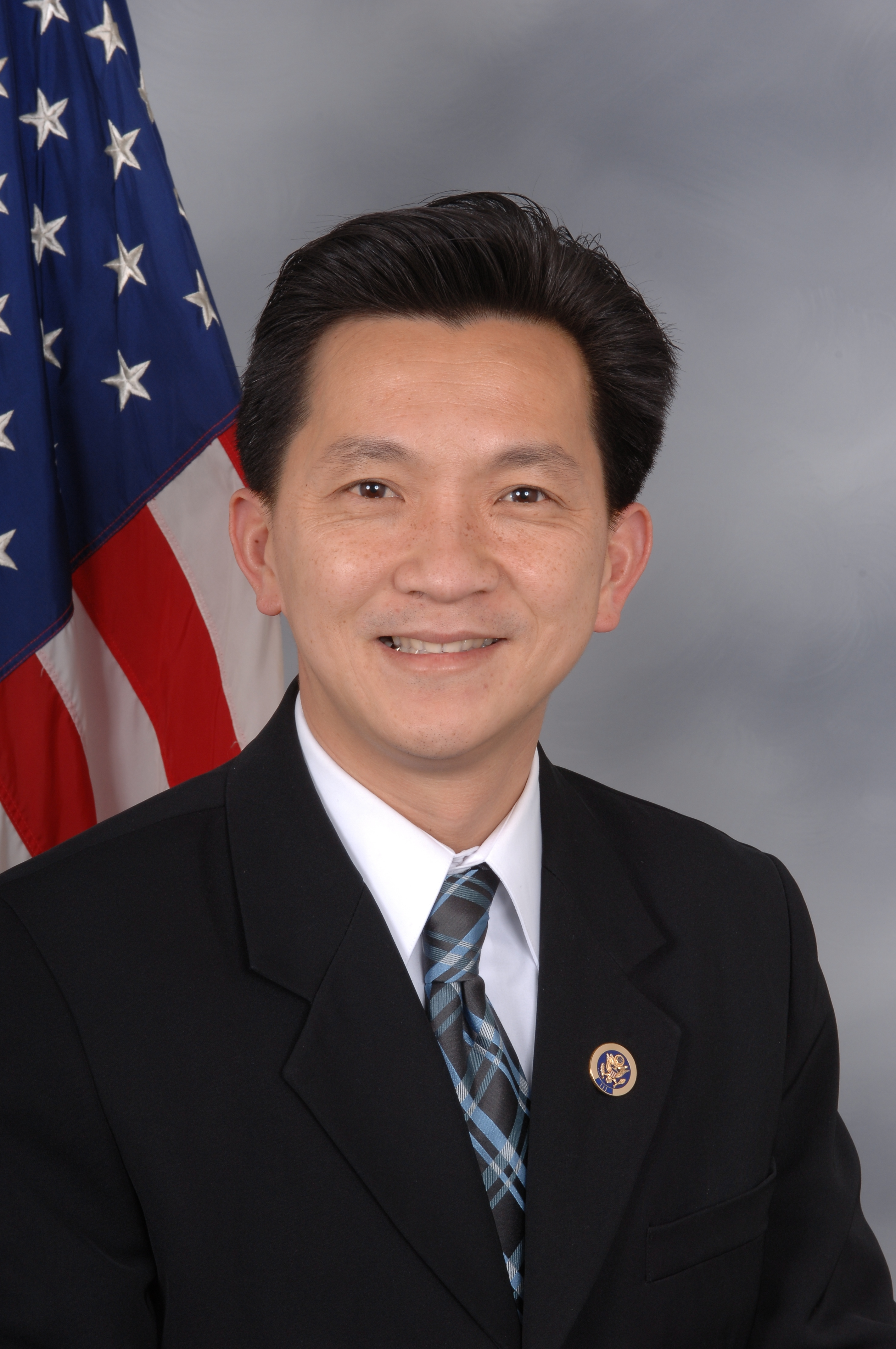
美國路易斯安那州聯邦眾議員約瑟夫·高
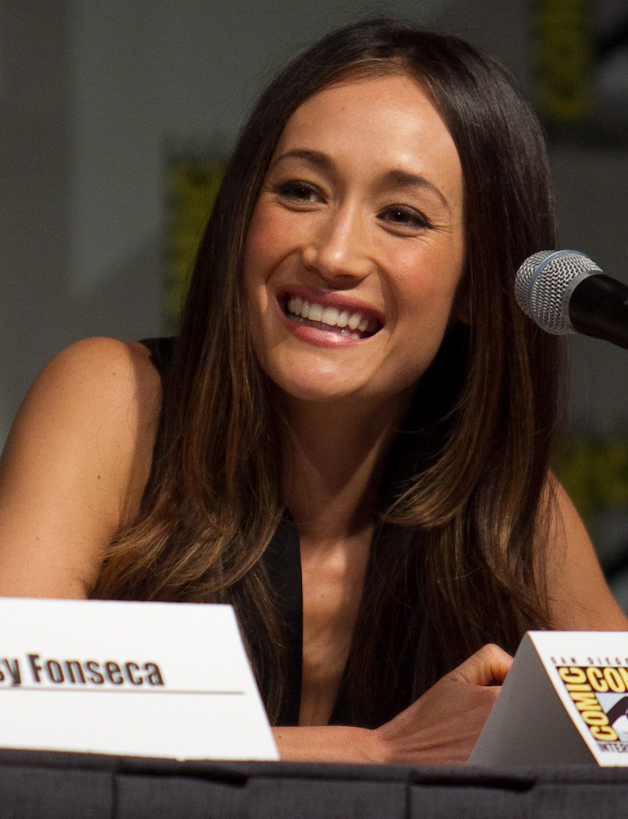
有二分之一越南血统的越裔美国人李美琪（Maggie Q）

參考：美國越南裔人定居城市列表、美國越南裔人列表、越南裔美國人名單、小西貢

### 柬埔寨
京族曾經是柬埔寨人數最多的少數民族，他們伴隨著越南對柬埔寨的殖民統治而來，因而常與高棉人產生衝突。他們之間的摩擦主要源于兩國之間幾百年以來的歷史矛盾和軍事衝突。以前越南（安南）多次侵略柬埔寨的高棉國和附近的占婆國，越南在歷次開疆拓土過程中，不僅完全吞併了古老的占婆國，而且佔領了原屬於柬埔寨東部的大量沿海土地(下高棉)。柬埔寨的主要政黨也常對少數民族的越南人（京族）進行權力限制，以防其勢力擴大而威脅到柬埔寨的國家安全和獨立。

### 法國
由于法国对越南的殖民统治，1900年代初，即有越南人开始移居法国，但为数并不太多。主要的移民潮源于越战结束的1975年西貢陷落後。与北美和澳洲的越南人不同的是，法国很少有集中的越南人聚居区（虽然很多越南人在巴黎的唐人街开设店铺），其融入法国社会的程度也比美国、加拿大或澳大利亚的越南裔相对更高，这多是因为他们对法国文化、历史和语言的了解。
越南裔法国人在较好的融入法国社会的同时也仍与越南保持着紧密的联系。第一代在法越南难民继续坚持传统的价值观，第二代生于法国的越南裔则更认同法国文化，他们中的大部分不会说或听不懂越南语。移民的融合程度以及他们在法国的地位在过去的十几年中是法国社会的一个凸显的问题。而大多数法国人对越南移民的评价比对其他国家的移民的更好，这部分是因为其高度融入法国社会，以及经济和文化素质方面的优势。多数越南裔法国人生活在巴黎及其周边地区，已有相当多的越南裔生活在法国东南部的大城市，如马赛和里昂。
2006年，越南裔法国人的人口据估计约有250000人。

### 
越南裔澳大利亞人是澳大利亞的第七大民族，根據2006年的人口普查，其人口為159848。越南語是該國第六大最常被使用的語言，其共有194,863個使用者。他們在收入和社會地位上存在較大的差異，很多越南裔澳大利亞人生活在上層社會，已有部分從事白領工作。在澳大利亞出生的越南裔接受高等教育的比例高于平均水準。2001年，在越南出生的越南裔的劳动参与率為61%，略低于在澳出生者（63%）。四分之三以上的越南裔澳大利亞人居住在新南威尔士州（40.7%）和 維多利亞州（36.8%）。他們大多數是越南戰爭西貢陷落以后來到澳大利亞的。
越南大姓的阮是澳大利亞的第七大姓氏，在墨爾本的電話號碼簿上為第二大姓氏，僅次于「史密斯」。

### 加拿大
根據2001年的調查，加拿大擁有151,410人的越南裔居民。其中安大略有67,450人，魁北克有28,310人（他們中的一部分在1975年西貢陷落以前就已生活在魁北克），阿爾伯塔有21,490人。他們與越南裔美國人有很多相似點。1980年代以來，溫哥華成為了越南移民者的一個新的主要移民目的地。

### 中国大陆
在中国的部分地区，一些民族自古就生活在中国与越南。同朝鲜族一样，他们被认为是属于中国56个民族之一的京族。中国境內的京族祖先是16世纪初开始陆续从越南北部的涂山等地迁徙而来的，至今约有500年的历史。其主要分布在广西壮族自治区东兴市江平镇的巫头、澫尾、山心三个海岛，俗称“京族三岛”，基本上能够通用粤语和漢字。据2000年的统计，京族有人口2.25万人，此不包括在中国工作和留学的越南人。也有少部分在华印支难民为越南京族人。

### 香港
越南人移民香港始于1975年越南战争的430事件结束时，当时越南船民们投奔怒海向各个方向逃离越南。那些在香港上陆的难民，在寻找到第三国之前，被安置在难民营中；最终，根据香港政府的綜合行動計劃（Comprehensive Plan of Action）（甄別政策），新到达香港的越南人被分为政治难民和经济移民者；那些被认为是经济移民者的将失去再定居海外的权利。

### 臺灣
在台越南人是指居住在台灣的越南人，其中包括越戰西貢陷落後的難民，以及前往台灣工作、或是與台灣人結婚並移居台灣的越南人。除了經由合法手續前往台灣之外，有一些在台越南人是非法移民，也有一些是人口販賣的受害者。此外，在台灣的越南人有些是越南華人。
根據中華民國內政部在2006年的統計，台灣有大約104807名居留於台灣的越南籍人士；大部分的身分是勞工，到2007年10月為止，於台灣工作的越南勞工共有69464人。而2006年歸化為中華民國國籍的越南人共有10173人，佔該年歸化中華民國總人數的85%；其中多數是女性，嫁給中華民國國民。

### 俄羅斯
根据2002年全俄罗斯国勢調査，越南裔俄罗斯人构成了俄罗斯的第72大少数民族。调查显示其人数为26205。是海外越南人人数最少的。而非官方的统计却显示其人口数在100000到150000之间。

### 德国

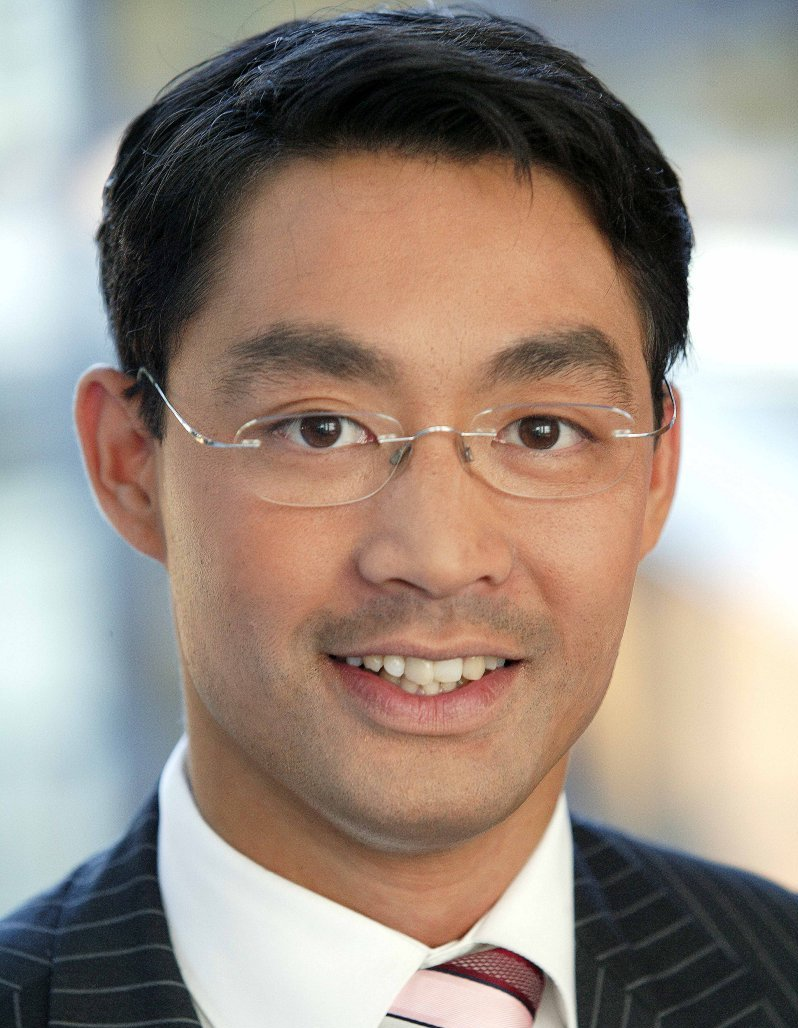
越南裔德國聯邦副總理菲利普·勒斯勒尔

越南裔在德国是最大的亚裔族群。在德国西部，大多数越南人于1960年代或1970年代以越战难民的身份到来。大型的越南人社区主要源于德意志民主共和国与北越政府的互助协定。根据这些协定，来自越南的工作者被派往东德，他们很快建立了最大的移民群体，并被提供技术上的训练。柏林墙倒之后，他们中的很多留在了德国，尽管其常受到一些非公正待遇，尤其是德国统一之初。

### 大韓民國
现在，越南人在韓國主要为勞工和通过婚姻中介而嫁到當地的女性。亦有少部分越南人在1975年以前就已定居韩国。
在1400年代，有数千越南李朝遗民跟随李氏皇族李龙祥来到朝鲜半岛。他们的后裔如今已经大部分融入朝鲜民族中，分布在北朝鲜和南韩，著名的有花山李氏、旌善李氏。据报道，1958年11月6日，当时的韩国总统李承晚在访问南越时，称自己是李龙祥的後裔。这些越南人的居住设施（如寺庙、祠堂）等至今仍有所保留。

### 日本
2004年，有26018名越南人居住在日本。近代，越南学生于20世纪初开始来日本留学。而构成其人口的主要部分是1970年代末至1980年代初的来日的越战难民，以及少量的始于1994年来日的劳工。。

## 與越南的關係
海外越南人與越南本國的關係通常表現為兩極分化的情況，主要是親善和敵對此兩種。總的來說，居住在北美、西歐、澳洲的越南人（他們占據了海外越南人人口的的很大比例）多對越南現政府持反對態度。因为这群人大部分都是因为越南战争和430事件前后移民至这些国家。而居住在中歐、東歐的越南裔多對越南現政府表現的比較親善，他們大多數曾被派到前社會主義國家參加培訓。2005年6月，越南總理潘文啟訪問华盛顿哥伦比亚特区時曾遇到幾百越南裔美國人的抗議者，而此地距離最大的越南裔聚居地很遠。另外，多數1975年前就移民海外的越南人對現在的越南政府的態度則介于兩個極端之間。
近年来，特别是越南革新开放后，這種關係逐漸有改善的趨勢。前越南共和國總理阮高祺曾于2004年回到越南，并對他的此段經歷持積極態度。知名的流亡藝術家們也開始回越南舉辦活動（他們中一些人在回越南後，受到了越南流亡者社區的反對和抵制）。廣為人知的例子是，作曲家范維曾於在1975年後一直生活在美國加利福尼亞的米德威市（中途市），其已回到胡志明市并打算在此度過余生。越南政府對那些1975年後離開越南的人較少采取敵對態度。根據越南政府的數據，1987年有8,000名海外越南人歸國探訪，2004年則有430,000名海外越南人歸國探訪。
革新开放后，越南政府較為積極的歡迎海外越南裔回國，因为他們將會从海外帶回越南需要的大量資金和技術。越南政府對越僑的看法從「卑怯的叛徒」已轉變為「越南人民的重要部分」或「越南民族不可分割的一塊」。越南政府制定了多項法律以方便越僑歸國投資，包括允許他們擁有自己的地產，而部分歸國越僑商人仍抱怨未得到公平對待。
2007年七月，越南國家主席阮明哲訪問美國，他的行程之一便是訪問加州橘郡（小西貢，越南海外最大的越僑聚居區）。為降低其他干擾因素，行程計劃的詳細情況事先并未公布。在其訪問期間，有數千人在華盛頓和奧蘭治舉行抗議活動。

## 腳注
1. ↑  僅包括在中國大陸的越南籍人士，不包括中國籍京族和港澳台的所有京族及越南籍人士。
2. ↑  僅包括中國籍京族，不包括在中國大陸的越南籍人士和港澳台的所有京族及越南籍人士。
3. ↑  僅包括在中國大陸的越南籍人士，不包括中國籍京族和港澳台的所有京族及越南籍人士。

1. ↑   (PDF). Review of Vietnamese Migration Abroad. Ministry of Foreign Affairs of Vietnam: 29.   [2015-04-10]. （原始内容 (PDF)存档于2015-04-10）.
2. ↑  Étude de la Transmission Familiale et de la Practique du Parler Franco-Vietnamien （页面存档备份，存于） (in French) Retrieved on 22-11-2021.
3. ↑  CIA – The World Factbook （页面存档备份，存于）. Cia.gov. Retrieved on 2011-05-30.
4. ↑  .   [2021-02-13]. （原始内容存档于2021-02-14）.
5. ↑  .   [2017-07-18]. （原始内容存档于2017-08-05）.
6. ↑  .   [2021-08-31]. （原始内容存档于2021-09-08）.
7. ↑   （页面存档备份，存于）. Statistics Canada, 2011 Census
8. ↑   （页面存档备份，存于）. Retrieved on 2015-12-15.
9. ↑   （页面存档备份，存于）. Retrieved on 2014-06-15.
10. ↑   Research Gate. Retrieved on 2016-05-02.
11. ↑  . Thanh Nien News. 2013-03-01  [2014-01-11]. （原始内容存档于2014-01-11）.
12. ↑  . Runnymede Trust.   [2008-12-19]. （原始内容存档于2009-05-11）.
13. ↑  , Voice of Vietnam, 2012-08-31  [2012-11-30], （原始内容存档于2012-10-28）
14. ↑  Hà Văn. . Báo điện tử Chính phủ. 2023-06-25  [2023-06-26]. （原始内容存档于2023-06-26）.
15. ↑  Thu Hẳng. . Vietnamnet. 2023-06-26  [2023-06-26]. （原始内容存档于2023-06-26）.
16. ↑  Quỳnh Trang; Tạ Lư. . VnExpress. 2022-02-07.
17. ↑  . National Bureau of Statistics of China.   [10 December 2021]. （原始内容存档于2022-03-02）.
18. ↑  . National Bureau of Statistics of China. 2011-04-29  [2011-05-04]. （原始内容存档于2011-05-14）.
19. ↑  "Immigrants and Norwegian-born to immigrant parents, 1 January 2014" （页面存档备份，存于）. Statistics Norway. Accessed 29 April 2014.
20. ↑  . Statistics Netherlands.   [2014-09-03]. （原始内容存档于2017-03-12） （荷兰语）.
21. ↑  . （原始内容存档于2014-01-10）.
22. ↑  . Statistics Sweden.   [2015-10-19].[永久]
23. ↑  .   [2017-07-18]. （原始内容存档于2013-10-12） （俄语）.Demoskop Weekly No 543-544
24. ↑  Việt Nam và Thái Lan hợp tác dạy tiếng Việt （页面存档备份，存于）. Vietbao.vn (2008-07-14). Retrieved on 2011-05-30.
25. ↑  . Statistics Denmark.   [2015-10-19]. （原始内容存档于2017-12-26）.
26. ↑  . Statistics New Zealand.   [2014-09-03]. （原始内容存档于2016-08-18）.
27. ↑  Người Việt ở Phần Lan náo nức chuẩn bị Tết Mậu Tý – Tiền Phong Online. Tienphong.vn. Retrieved on 2011-05-30.
28. ↑  All-Ukrainian Population Census 2001: The distribution of the population by nationality and mother tongue （页面存档备份，存于） State Statistics Committee of Ukraine. Retrieved 4 September 2012
29. ↑  Népszámlálás 2011 （页面存档备份，存于）.Retrieved on 2013-03-28.
30. ↑  . QueHuongOnline. February 2006  [2014-09-03]. （原始内容存档于2015-06-09） （越南语）.
31. ↑  Bộ Ngoại giao Việt Nam 的存檔，存档日期2007-05-03.
32. ↑  Кръстева, Анна; Евгения Мицева;  et al. .  (PDF). София: IMIR. 2005. ISBN 954-8872-56-0. （原始内容 (PDF)存档于2008-12-19）.
33. ↑  Collet, Christian.  (PDF). . Scottsdale, Arizona. 2000-05-26. （原始内容 (PDF)存档于2008年9月10日）.
34. ↑  Ong, Nhu-Ngoc T.; Meyer, David S., , Center for the Study of Democracy, 2004-04-01, 04 (08)  [2009-05-16], （原始内容存档于2009-08-17）
35. ↑  Blanc, Marie-Eve, , Ember, Carol  (编), , Springer: 1162, 2004  [2009-05-16], ISBN 978-0-306-48321-9, （原始内容存档于2013-11-04）
36. ↑  Australian Bureau of Statistics. of Birth of Person (full classification list) by Sex&producttype=Census Tables&method=Place of Usual Residence&areacode=0  请检查|url=值 (帮助). 2007-06-04  [20078-06-14]. （原始内容存档于2008-09-02）.
37. ↑  Australian Bureau of Statistics. . 2007-06-27  [2007-12-29]. （原始内容存档于2008-02-01）.
38. ↑  .   [2009-05-16]. （原始内容存档于2009-05-10）.
39. ↑  The Age. .   [2006-09-09]. （原始内容存档于2017-09-13）.
40. ↑  Melbourne City Council. .   [2006-11-27]. （原始内容存档于2006-10-04）.
41. ↑  台灣、中國、越南三方合作搞偷渡 16越南人 搶灘落網 的存檔，存档日期2013-11-09. - 自由時報
42. ↑  楊聰榮。《從越南觀點看越南台灣人：越僑全球化與移民精神 （页面存档备份，存于）》。
43. ↑  外僑居留人數按國籍分 （页面存档备份，存于） - 中華民國內政部
44. ↑  外籍勞工人數－按國籍分[永久] - 中華民國勞委會
45. ↑  我國國籍之歸化、回復及喪失 的存檔，存档日期2007-02-26. - 中華民國內政部
46. ↑  （俄文）  (Microsoft Excel). Федеральная служба государственной статистики.   [2006-12-01]. （原始内容存档于2011-08-07）.
47. ↑  Blagov, Sergei. . Asia Times. 2000-02-08  [2007-02-22]. （原始内容存档于2006-10-18）.
48. ↑  （越南文） . Quê Hương. 2005-03-09  [2007-02-22]. （原始内容存档于2006-12-24）.
49. ↑  .   [2009-05-16]. （原始内容存档于2019-01-07）.
50. ↑  .   [2009-05-16]. （原始内容存档于2007-09-27）.
51. ↑  Nguyen, Nhu. . Ho Chi Minh City, Vietnam: Mobility Research and Support Center. 1999.
52. ↑  Onishi, Norimitsu. . International Herald Tribune. 2007-02-21  [2007-03-27]. （原始内容存档于2007-02-23）.
53. ↑  Trung Nghia, , Tuoi Tre, 2006-11-14  [2007-07-02], （原始内容存档于2007-09-29）
54. ↑  , , 2007  [2007-07-09], （原始内容存档于2007-09-26）
55. ↑   (PDF). Japan: Ministry of Justice. June 2005. （原始内容 (PDF)存档于2008-05-28）.
56. ↑  Tran, My-Van. . Routledge. 2005: 3–5, 41–47. ISBN 0415297168.
57. ↑  Shingaki, Masami; Shinichi Asano. . Roger Goodman  (编). . Routledge: pp. 165–176. 2003. ISBN 0-415-29741-9.
58. ↑  Anh, Dang Nguyen. . Robyn R. Iredale  (编). . Edward Elgar Publishing: pp. 169–180. 2003. ISBN 1-84064-860-0.
59. ↑  Mike Anton. . Los Angeles Times. 2007-06-19  [2007-06-20]. （原始内容存档于2010-02-27）.
60. ↑  Deepa Bharath, Mary Ann Milbourn and Norberto Santana Jr. . Orange County Register. 2007-06-22  [2007-06-24]. （原始内容存档于2007-06-24）.
61. ↑  Jeanette Steele. . San Diego Union-Tribune. 2007-06-24  [2007-06-24]. （原始内容存档于2007-06-30）.

## 外部連結
- The Viet Kieu Experience （页面存档备份，存于）
- The Six Faces: Viet Kieu - Overseas Vietnamese （页面存档备份，存于）
- List Of Vietnamese Professors in foreign countries （页面存档备份，存于）
- Viet kieu invest in 1,300 domestic projects （页面存档备份，存于）
- Viet Kieu in Vietnamese
- Viet Kieu
- Fund seeks to boost links with Viet kieu （页面存档备份，存于）
- Business Opportunities Draw Viet Kieu Back to Vietnam
- Viet Kieu still discriminated against （页面存档备份，存于）
- A Viet Kieu Visits Her Homeland for the First Time
- Viet Kieu by Andrew Lam
- Overseas Vietnamese Science & Technology Club- in Vietnamese (needs volunteer to translate to English)
- Catfish and Mandala （页面存档备份，存于） a memoir by Andrew X. Pham
- Reassessing what we collect website – Vietnamese London （页面存档备份，存于） History of Vietnamese London with objects and images